# マルート
マルート（英: MAROOT）は、富山県富山市明輪町にあるショッピングセンターである。

## 概要
JR富山駅ビルの1 - 4階に入居し、5 - 12階にはJR西日本ホテルズが運営する、ホテルヴィスキオ富山 by GRANVIAが入居している。
富山駅周辺整備事業の一環として、「市民と来街者と旅人が集い交わる、活力あふれる駅前空間」を開発コンセプトに計画が行われ、仮称JR富山駅NKビルとして整備がすすめられた。
無印良品など一部テナントはマリエとやまからの移転である。マルート開業に先立ち一部テナントを除きマリエとやまのテナントはマルートへの移転もしくは閉店となり、マリエとやま自体も大規模リニューアルを行う。

## 沿革
- 2020年1月31日 - 本体建物工事に着工[3]。
- 2022年2月1日 - 先行して立体駐車場のタイムズマルートが開業。
- 2022年3月18日 - 開業[2]。

## 主なテナント
現在のテナントの詳細は、公式サイトのフロアガイドを参照。
| 階  | 主な店舗 |
| --- | --- |
| 1階 | - スターバックス （スターバックス ティー＆カフェとしては北陸エリア初出店） - バール・デ・美富味 - MARX（マルクス）マルクス - HOKUYA - グランマルシェタケダ - 鮮魚 魚廣 |
| 2階 | - 無印良品（マリエとやまからの移転、店舗面積は約4倍） - 3COINSプラス（マリエとやまからの移転） - マツモトキヨシ                                                        |
| 3階 | - ニトリ デコホーム - ABCマート（マリエとやまからの移転） - ロフト - ジンズ（マリエとやまからの移転）                                                                  |
| 4階 | - くまざわ書店 - キャンドゥ - スーツセレクト（マリエとやまからの移転） - とやま鮨 海富山 - 石焼ステーキ贅 - とんかつ 富金豚 - 炭焼牛たん東山                           |

## ホテルヴィスキオ 富山 by GRANVIA
JR富山駅ビルの5 - 12階は、JR西日本ホテルズの宿泊主体型ホテルであるホテルヴィスキオブランドのホテルが入居している。総客室数は182室であり、最上階となる12階には「コンセプトフロア富山」となり、天井高やマットレスが異なるほか、富山にちなむ客室備品が用意されている。

## 施設名称・ロゴの由来
富山駅の駅ビルの原点は、戦災からの復興を機に1952年に開業した「まると百貨店」（後の富山ステーションデパート→とやま駅特選館）であり、マルート（MAROOT）は、その「まると」に想いを馳せたものとなっている。また「私の原点（ma+root）」を意味し、復興とその後の発展を果たした力強い富山の人々へのリスペクトと、これからも富山の人々による富山の人々のためになる施設であり続ける決意を込めた施設名称となっている。 
MAROOTのロゴの中で重なる2つの「マル」は、過去から未来へのリレー、世代や時代を超えた「まち」の記憶の継承を表現している。昭和の草創期を表現するモノクロームの「グレー」と、ここから新たに広がっていく希望の「青」の二色を使用した「マル」となっている。駅前の一大変革を担う施設として、富山の伝統的な生活文化に根差しながら、これからの新しい富山の暮らしを彩り支えていく存在でありたい願いが込められている。

## 交通アクセス

### 鉄道
- JR西日本富山駅
- 富山地方鉄道電鉄富山駅
- あいの風とやま鉄道富山駅
- 富山地方鉄道富山軌道線電鉄富山駅・エスタ前停留所

### バス
- 富山地方鉄道富山駅前バス停
- まいどはや富山駅前バス停

### 自家用車
立体駐車場は395台を収容できる。料金ならびに割引サービスについては、公式サイトを参照。